# Moulis-en-Médoc

Moulis-en-Médoc este o comună în departamentul Gironde din sud-vestul Franței. În 2009 avea o populație de 1.773 de locuitori.

## Evoluția populației
| An        | 1975  | 1982  | 1990  | 1999  | 2006  | 2009  |
| --------- | ----- | ----- | ----- | ----- | ----- | ----- |
| Populație | 1.016 | 1.208 | 1.326 | 1.366 | 1.596 | 1.773 |